# أوسينينغ (مقاطعة ويستتشستر)
أوسينينغ (نيويورك) (بالإنجليزية: Ossining (town), New York) هي بلدة أمريكية تقع في الولايات المتحدة في مقاطعة ويستتشستر، نيويورك. يقدر عدد سكانها بـ 37,674 نسمة ومساحتها 40.4 كم2 .

## معرض صور

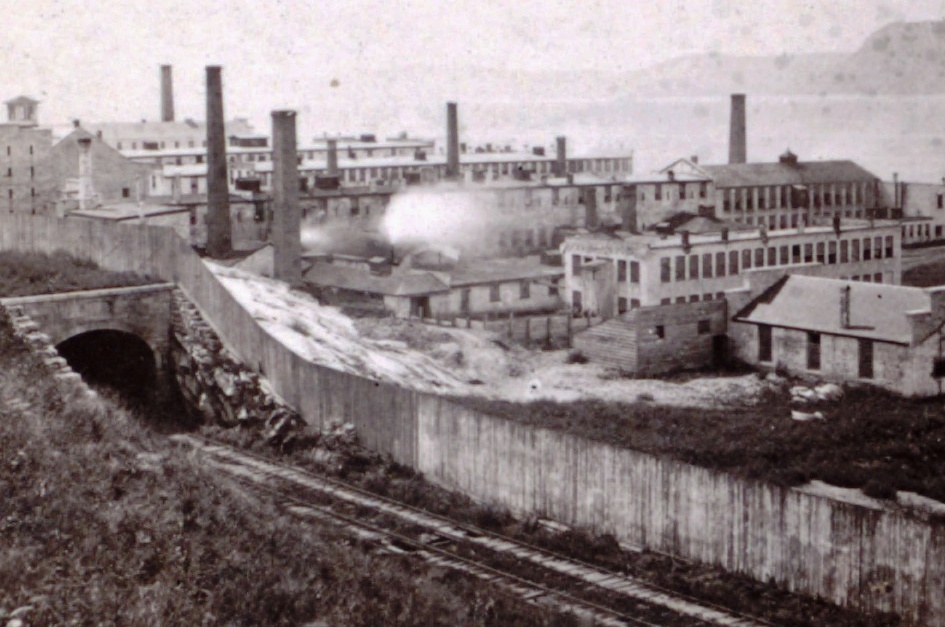
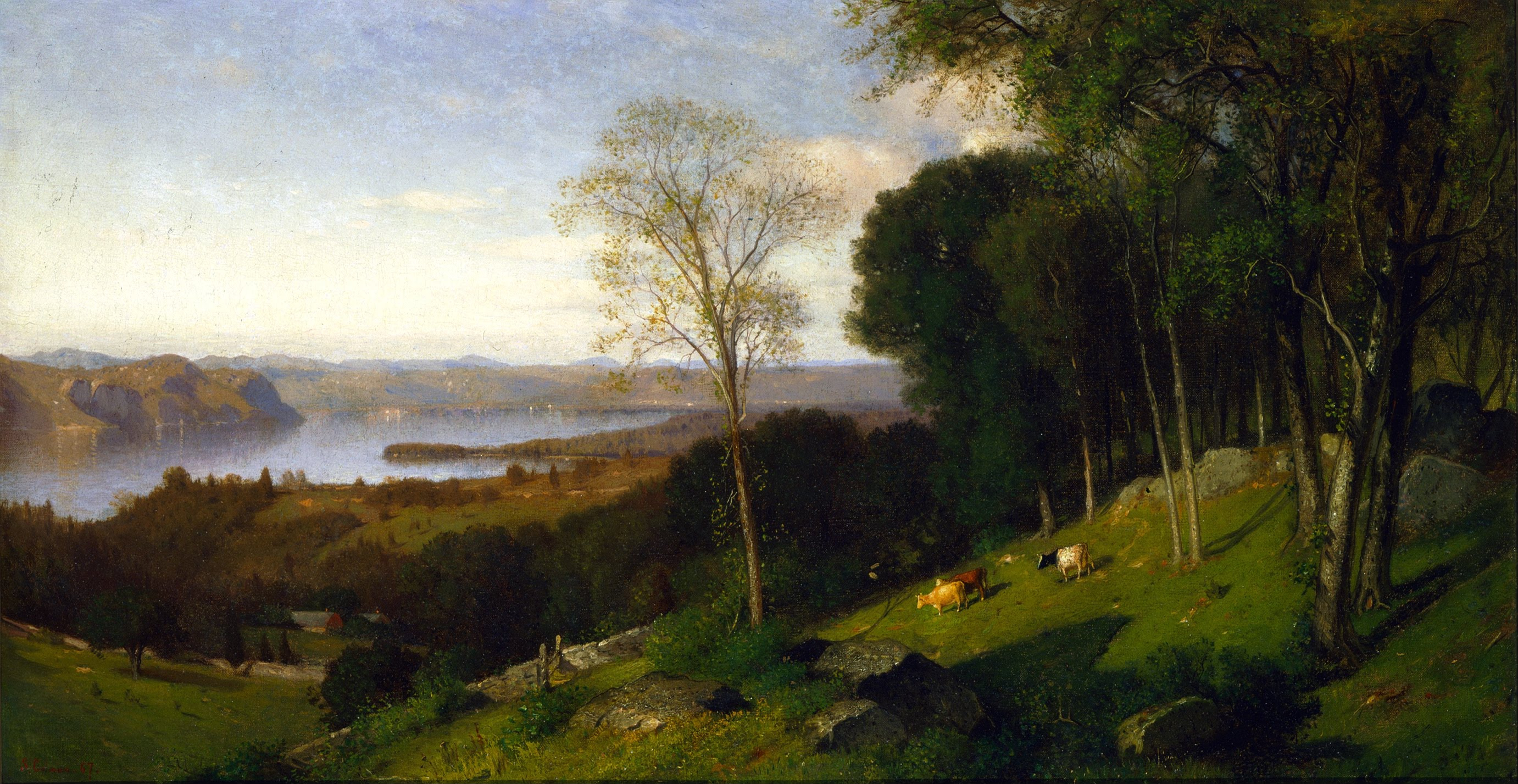
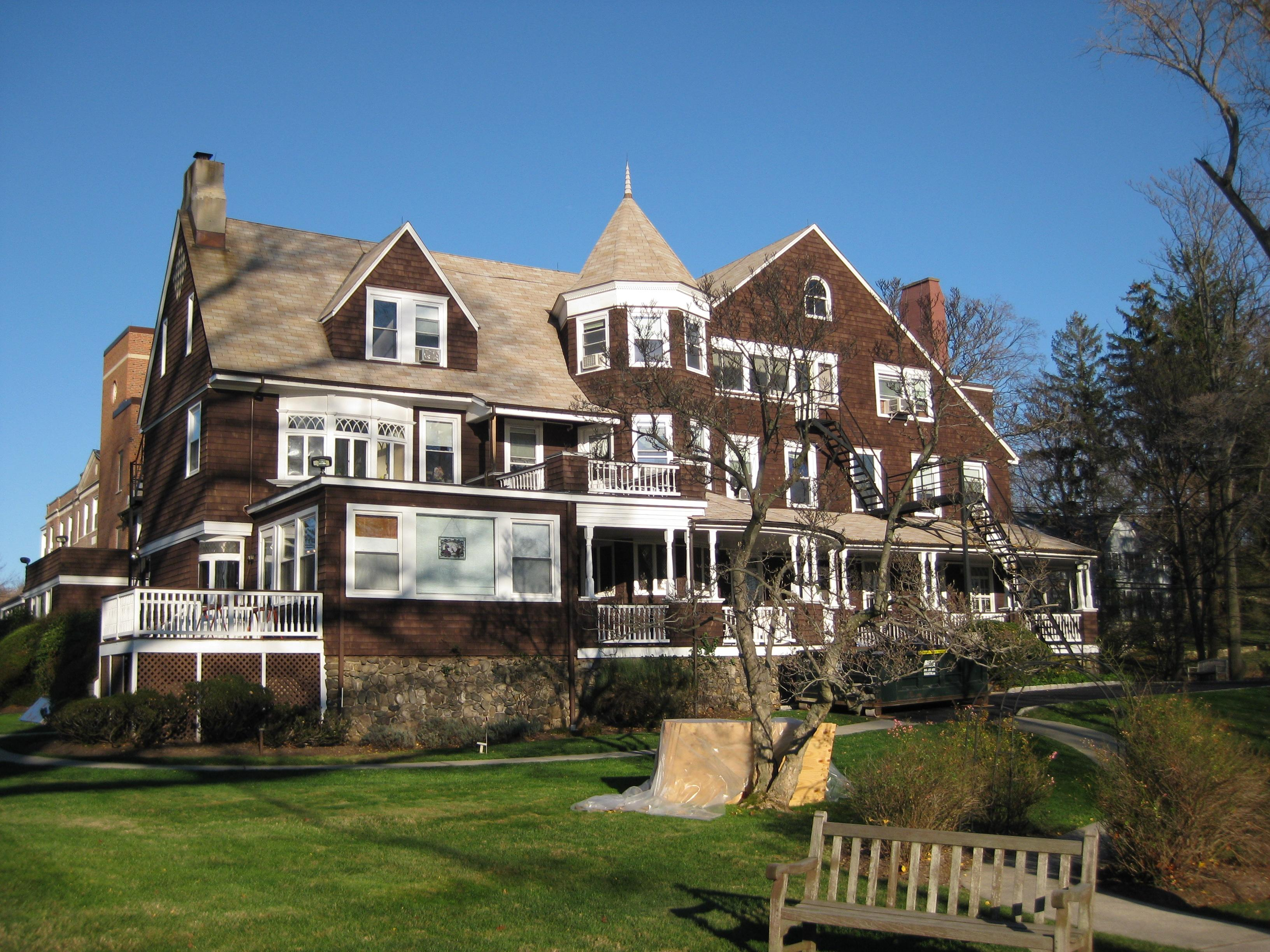
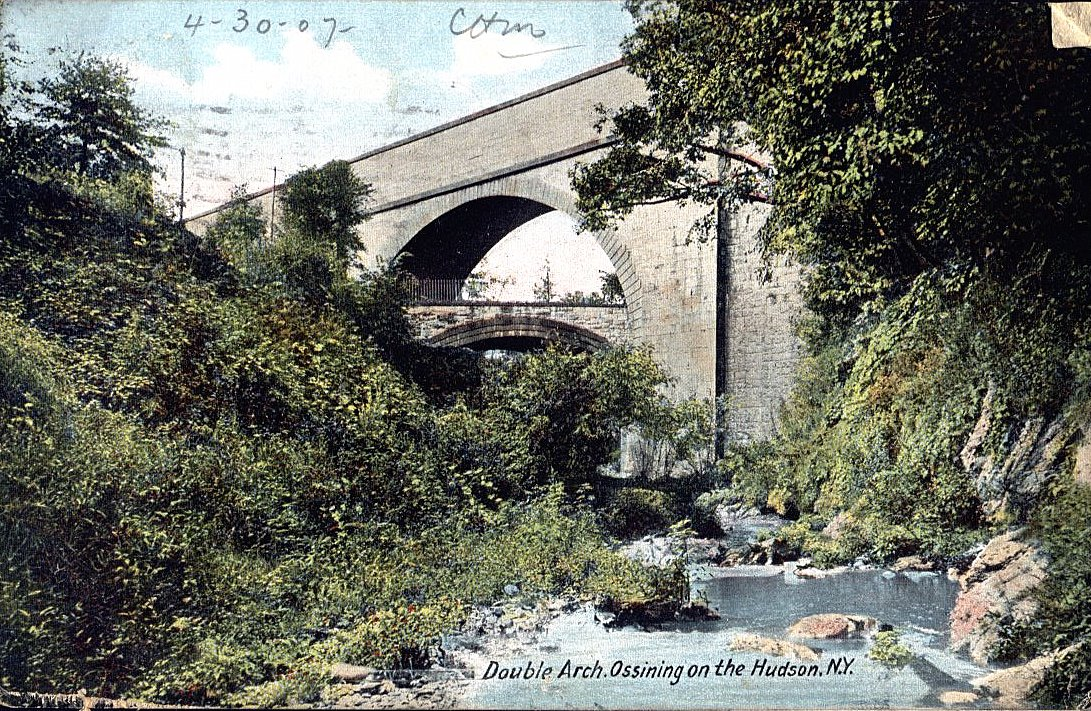
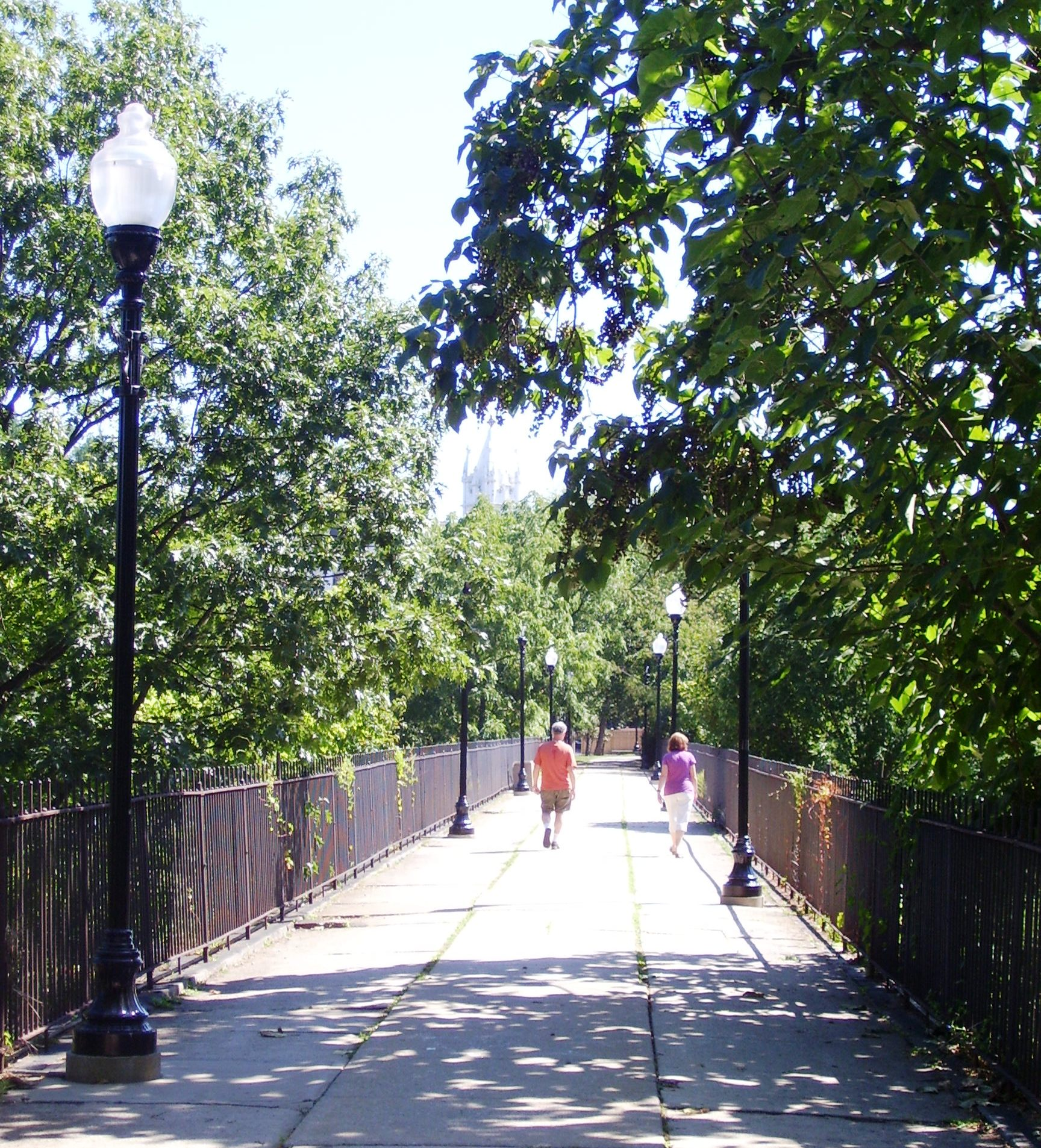
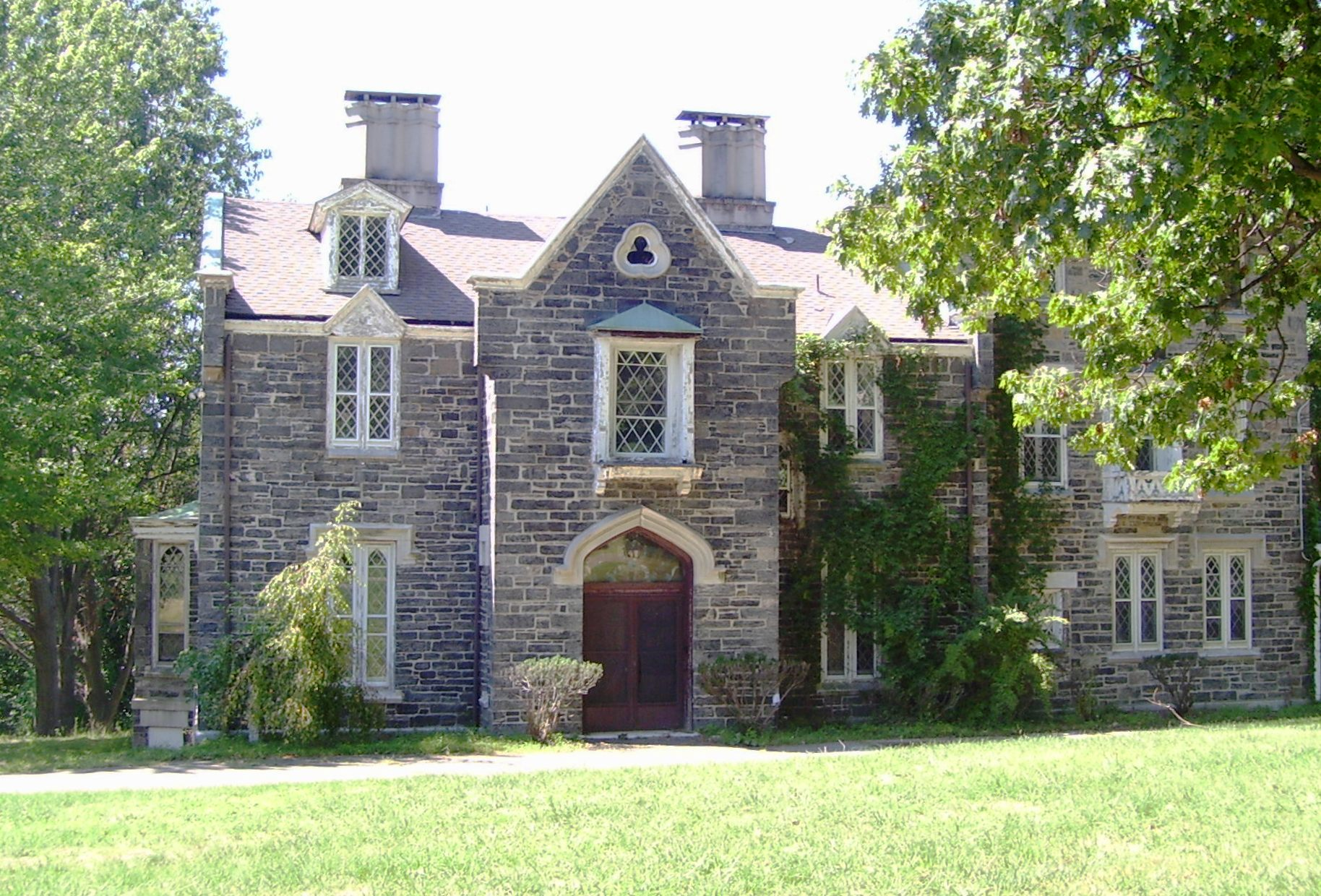

## أعلام
- نورثرن كالواي
- إنجرسول لوكوود
- ريد هوف
- فرنسيس أ. وينسلو
- جارد فرينش
- إريك واينبرغ
- فيليب ولف
- هوارد دا سيلفا
- باول مارتن
- نانسي بي. ريتش